# Delegazione apostolica di Macerata
La delegazione apostolica di Macerata fu una suddivisione amministrativa dello Stato della Chiesa, istituita nel 1816 da papa Pio VII nel territorio delle Marche. Nella sua conformazione definitiva (1831) confinava a nord con la delegazione di Ancona, a ovest con le delegazioni di Urbino e Pesaro e Perugia, a est con il Mar Adriatico, a sud con le delegazioni di Camerino, Ascoli e Fermo.
Era una delegazione di 2ª classe. In seguito alla riforma amministrativa di Pio IX il 22 novembre 1850 confluì nella Legazione delle Marche (II Legazione). Dopo l'Unità d'Italia, per effetto del decreto Minghetti (22 dicembre 1860), fu trasformata nella provincia di Macerata, incorporando il territorio camerte ma perdendo Cerreto d'Esi, Fabriano, Filottrano, Genga, Loreto, Sassoferrato e Serra San Quirico.